# عمار فرحات
عمار فرحات ولد بمدينة باجة عام 1911 وتوفي عام 1988، فنان تشكيلي ورسام تونسي.

## تكوينه
عاش يتيما وفقيرا فانتقل إلى العاصمة وهو في السابعة من عمره، بحثا عن قوت يومه، وقد تمكن وهو في الخامسة عشرة من الكشف عن موهبته، برسم صور المغنين المصريين وعرضها للبيع على أصحاب المقاهي. وهكذا فقد كان عصاميا، ولم يدخل أية مدرسة للفن.

## معارضه
عرض لأول مرة أعماله في الصالون التونسي عام 1937 وكانت عبارة عن لوحتين مائيتين. ثم أقام عمار فرحات أول معرض شخصي له عام 1940. وفي عام 1949، التحق بمجموعة مدرسة تونس وأحرز على جائزة الرسم الشابّ بما ساعده على التنقل إلى باريس والتعرف على الأوساط الفنية هناك. رسم عمار فرحات الحياة اليومية، والناس العاديين من عمال وحرفيين وسقائين وغيرهم... وأحرز عام 1984 على ى الجائزة الكبرى للفنون.

## موضوعاته
يقول عنه علي اللواتي: أصبح معه فن الرسم تعبيرا شاملا عن عالم قائم بذاته وهو عالم الطبقة الفقيرة بكل مظاهره وأحداثه والتوترات المعتملة داخله وهو عالم يرصده الفنان بالهام كبير وفي شيء من السخرية. وبالفعل فإن عمار فرحات اهتم برسم البدو والفقراء والموسيقيين الشعبيين والرعاة والباعة المتجولين وأفراح الأعراس البدوية...

## وصلة خارجية
تكريما لعمار فرحات صدرت بعض لوحاته ضمن طوابع بريدية:
- لوحة «شيخ وكانون» صادرة عام 1997
- لوحة «في المقهى» صادرة 1997
- لوحة «الخريف» صادرة عام 1997
- لوحة «صناعة الفخار»، صادرة عام 1999
- لوحة «فنون شعبية» صادرة عام 2002

كما صدر طابع بريدي يحمل صورته، انظر:
- عمار فرحات كما يظهر على طابع بريدي صادر عام 2008

## مرجع
- جريدة الصحافة، الفنان عمار فرحات، مؤلف ديوان هيئات التونسيين